# 候鳥父親
候鳥父親(韓語：기러기 아빠)是指一群在韓國工作、用以供養妻子和兒女留在英語世界國家追尋更好教育的韓國父親，家庭若需聚會便需要像候鳥那樣遷移才能做到。目前估計韓國總共有大約20萬候鳥父親。